# There's Always Vanilla
There's Always Vanilla è un film del 1971 diretto da George A. Romero, unica commedia romantica del regista.